# Ryūkōka
El ryūkōka (流行歌, Cançó popular) és un gènere musical japonès. El terme originalment denotava qualsevol tipus de "música popular" en japonès. Per tant, el imayō, que va ser promogut per l'emperador Go-Shirakawa en el període Heian, era també una classe de ryūkōka. Avui en dia, però, el ryūkōka es refereix específicament a la música popular japonesa des de finals dels anys 1920 a principis dels anys 1960. Algunes de les arrels del ryūkōka es van desenvolupar de la música clàssica occidental. El ryūkōka finalment es va dividir en dos gèneres: l'enka i el poppusu. A diferència de l'enka, les cançons arquetipals del ryūkōka no usaven el mètode kobushi de cant. El ryūkōka utilitza el legato. Bin Uehara i Yoshio Tabata es consideren com els principals fundadors de l'estil modern del cant del kobushi.
Molts compositors i cantants de ryūkōka seguiren guanyant distincions oficials; Ichiro Fujiyama i els compositors Masao Koga i Ryoichi Hattori van rebre el Premi de l'Honor del Poble en anys posteriors.
Tot i que l'enka es va ramificar del ryūkōka, molts cantants d'aquest últim gènere van proclamar el desdeny fort per a la seva descendent estilístic. En una entrevista de 1981, la cantant de ryūkōka Noriko Awaya va dir: "Sempre que sento l'enka, he de allunyar-me de la música perquè tinc ganes de vomitar".

## Llegat
Una part de la música d'estil occidental de Ryoichi Hattori durant aquest període es va mantenir en la música clàssica d'estil occidental del Japó i es transvaloró en els anys 2000. El seu àlbum del tribut va ser llançat el 17 d'octubre de 2007. Diversos músics com Hideaki Tokunaga (per "Wakare no Blues"), Kazumasa Oda (per "Suzhou Nocturne"), Masaharu Fukuyama (per "Tòquio Boogie-woogie") i Tokyo Ska Paradise Orchestra (per "Aoi Sanmyaku") en l'àlbum. L'àlbum del tribut debutar en la posició número deu en les cartes d'àlbum setmanals japoneses d'Oricon.